# Brána svatého Ambrože
Brána svatého Ambrože (Horská, Odraná) je zaniklá brána pražského opevnění, která stála v Praze 1-Starém Městě v ulici Celetná západně od později postavené Prašné brány. Jméno nesla po nedalekém kostele svatého Ambrože, který stál na místě domu u Hybernů. Na severu sousedila s branou svatého Benedikta a na západě s branou svatého Havla, mezi kterými byla později vybudována fortna zvaná „v Prolomeném“ v ústí Havířské ulice.

## Historie
Když bylo ve 30. letech 13. století postaveno staroměstské opevnění, vzniklo v něm několik městských bran. Brána svatého Ambrože stála při ústí ulice Celetná a cesta dál na východ pokračovala kolem kostela svatého Ambrože směrem na Kutnou Horu.
Původní brána stála na úrovni malého sadu u zaniklého kostela svatého Vojtěcha a pavlačí byla spojena s Královým dvorem. Malý domek „pod pavlačí, která spojovala starou věž tamější s dvorem královským“ stál u domu bekyň čp. 982/40.
Bráně se také říkalo „raná“ nebo „od rána“, protože směřovala k východu. Po založení Nového Města Karlem IV. se stalo opevnění zbytečným a časem zaniklo a brána sešla. Nová brána zvaná „Prašná“ byla postavena roku 1475 o něco východněji a svatoabrožská zanikla.